# Abd-Al·lah I de Jordània
Abd-Al·lah ibn al-Hussayn o Abd-Al·lah I de Jordània (La Meca, 1882 - Jerusalem, 1951) fou emir de Transjordània (1921-1946) i després rei de Jordània (1946-1951).
Era fill del xerif al-Hussayn ibn Alí, rei del Hijaz, i d'Abdiyya bint Abd-Al·lah. Va estudiar a Constantinoble i després del 1908 va representar Hedjaz al parlament otomà. El 1914 es va unir a la Unió Àrab, associació fundada al Caire pel sirià Muhammad Raixid Rida, i va participar el 1916 a les negociacions que van portar a l'esclat de l'anomenada «revolta àrab» iniciada pel seu pare el 10 de juny de 1916 a la Meca.
El 8 de març de 1920 un congrés reunit a Damasc el va proclamar rei constitucional d'Iraq, però no va poder prendre possessió del regne que els anglesos van donar el 1921 a son germà Faysal ben al-Husayn, que havia perdut Síria davant els francesos. El març de 1921 en converses amb els anglesos es va decidir crear la Transjordània sota mandat britànic, com a cap del govern nacional àrab (28 de març), govern que fou reconegut el 28 d'agost de 1923. Abd Allah portava el títol d'emir.
Va signar acords amb la Gran Bretanya el 20 de febrer de 1928, 2 de juny de 1934 i 9 de juliol de 1941. El 1946 el mandat de Transjordània fou reconegut estat independent pel tractat del 22 de març de 1946 i fou proclamat rei, essent coronat el 25 de maig de 1946. Tot seguit el país prengué el nom de Regne haiximita de Jordània. Després de la guerra de Palestina (15 de maig de 1948 a 3 d'abril de 1949) Abd Allah va annexionar (1950) els territoris ocupats a la guerra per la Legió Àrab a l'oest del Jordà (la Cisjordània).
Va fer viatges a l'estranger signant en cada lloc un tractat d'amistat (a Turquia l'11 de gener de 1947, a l'Iran el 16 de novembre de 1949 i a Espanya el 7 d'octubre de 1950). No va tenir suport de la Lliga Àrab pels seus projectes d'engrandiment territorial.

## Núpcies i descendents
Casat en primeres núpcies el 1904 amb Musbah bint Nasser (1884 – 15 de març de 1961) al Palau Stinia Istanbul, Turquia. Filla de l'emir Nasser Pasha i la seva dona Dilber Khanum. Tingueren tres fills:
- la princesa Haya bint Abdullah (1907-1990). Casada amb Abdul-Karim Ja'afar Zeid Dhaoui.
- el príncep Talal de Jordània (26 de febrer de 1909 – 7 de juliol de 1972), rei de Jordània.
- la princesa Munira bint Abdullah (1915-1987).

Casat en segones núpcies el 1913 amb Suzdil Khanum (m. 16 d'agost de 1968), a Istanbul, Turquia. Tingueren 2 fills:
- el príncep Nayef bin Abdullah Beyefendi (Ta’if, 14 de novembre de 1914 – Amman, 12 d'octubre de 1983), coronel de l'exèrcit jordà.
- la princesa Maqbula bint Al Abdullah (6 de febrer de 1921 – 1 de gener de 2001). Es casà amb Hussein bin Nasser, Primer Ministre de Jordània (legislatures 1963-1964, 1967).

Casat en terceres núpcies el 1949 amb Nahda bint Uman, natural del Sudan, a Amman. No van tenir fills.

## Mort
Va ser assassinat a Jerusalem el 20 de juliol de 1951 a mans d'un pistoler palestí.